# Platónova nauka
Platónova nauka označuje výsledek staleté snahy vytvořit z Platónova díla naukový systém. Moderní bádání sice tuto snahu zpochybnilo, nicméně je to velmi vlivný kus evropské tradice.

## Nauka o idejích
Erós
K poznávání idejí se může povznést pouze ten, kdo má filosofický pud. Tento pud nazývá Platón „Erós“. Tím dává tomuto slovu zduchovnělý (vyšší) význam. Erós je puzením smrtelníka povznést se k nesmrtelnosti.
Pojem „platonická láska“ ve smyslu neopětované či „duchovní“ lásky mezi mužem a ženou, z níž je vyloučen sexuální styk, spočívá na nepochopení Platónova textu. Na příslušném místě lze číst: „Špatný je nízký, přízemní milovník, který více než duši miluje pouhé tělo.“
Dialektika
Nazírání krásy je přípravou, avšak vlastním prostředkem k poznávání idejí je dialektické myšlení (pojmové myšlení).
Při tvoření pojmů je třeba vyvarovat se toho, abychom z pouhých slov chtěli získat poučení, jež nám může poskytnout jen pojem věcí (viz Kratylos).
Dialektika je umění proniknout společným hledáním v rozhovoru k tomu, co je všeobecně platné.
Bytí idejí
Ideje – řecky eidos nebo ideá, původně obraz.
„Ideu předpokládáme tam, kde řadu věcí označujeme týmž jménem.“
Ideje jsou podle Platóna, formy, rody, obecné rysy bytí. (Pro podrobnosti viz „podobenství o jeskyni“ v díle Ústava.) Vězením je náš obvyklý způsob života. Pouhý stín je naše okolí, jak nám je ukazují smysly. Výstup a pohled na věci nahoře znázorňuje vzlet duše do světa idejí. Ideje jsou veskrze reálné, jak nám ukazuje podobenství o jeskyni, jedině ony mají pravou (metafyzickou) realitu. Jednotlivé věci jsou pomíjivé, ale ideje trvají jako jejich nepomíjivé pravzory.
Idea a jev
Jak vzniká svět stínů, viditelný svět? Jak dochází k tomu, že se ideje, které existují ve vyšší sféře mimo svět, zjevují byť nedokonale a oslabeně, v předmětech smyslového světa? Musí být přece ještě něco druhé, materiál v němž se ideje obrážejí. V Tímaiovi Platón toto popisuje jako (prázdný) prostor. Ale jaká síla vypůsobuje, aby se ideje jako pouhé v sobě spočívající praobrazy vůbec v látce obrážely? Je nutný ještě třetí princip, který by mezi oběma prvními prostředkoval nebo stál nad nimi.
Duše a nesmrtelnost
Duše má podle Platóna tři části:
- Myšlení (je v hlavě – je jedinou nesmrtelnou částí duše), vůli (cit se nalézá v hrudi) a žádostivost (má své místo v podbřišku).
- Nesmrtelná duše, podle Platóna, nemá počátek ani konec, proto hledání a poznávání je tedy rozpomínání (anamnésis, podrobněji viz dialog Menón).
- Zdatnost (ctnost)

V říší idejí stojí nejvýše idea nejvyššího dobra. V jistém smyslu je ideou idejí. Je nejvyšší cíl, je závěrem a koncem světa.
Platónova etika je důsledkem spojení této ideje nejvyššího dobra a názoru, že na světě idejí se člověk spolupodílí nesmrtelnou duší. Proto je cílem a smyslem člověka osvojit si nejvyšší ideu tím, že se pozdvihuje do nadsmyslového světa.
Tělo a smysly jsou pouta, jež zabraňují.
Sóma séma – tělo (je) hrob (duše)

## Nauka o státu
Polis správné uspořádání státu.
Nejvyšší myslitelná forma mravního života je mravní život společenství v dobrém státě.
Ústav je tolik druhů, kolik je druhů lidí.
- Aristokracie vláda nejlepších (ideální forma vlády)
- Oligarchie vláda bohatých
- Demokracie vláda lidu (nejnesmyslnější forma vlády)
- Tyranie vláda násilí

Vadná zřízení jsou podle Platóna: krétský model, oligarchie, demokracie, tyranis.

## Ideální stát podle Platóna
Stát má tři přirozené úkoly
1. výživu a zisk jako základ
2. obranu navenek
3. řízení rozumem

Stát má tři přirozené stavy
1. rolníky a řemeslníky
2. strážce, vojáky
3. vládce a filosofy*

- v 35 letech odchází filozof ze školy, 20 let se snaží pracovat ve prospěch státu, a až poté se může stát opravdovým filosofem.

## Kosmologie
O uspořádání kosmu Platón rozpráví na závěr Ústavy a v dialogách Faidón a Tímaios. V Ústavě připodobňuje kosmos ke vřeteni Nutnosti s osmi soustřednými přesleny, které zjevně představují dráhy Měsíce, Slunce, pěti tehdy známých planet, největší prstenec zastupuje nebeskou sféru s hvězdami. V pozdějším Tímaiovi je stvořitelský mýtus, ve kterém demiurg tvoří duši a tělo světa. Stvořený kosmos má geocentrickou podobu, podstatně se tak liší od mnohem jednodušších mytických náhledů starších kultur. Platón zná ekliptiku skloněnou oproti rovníku, mezi jednotlivými kruhy jsou tři dvojnásobné a tři trojnásobné poměry rezonující s pythagorejskou hudbou sfér. Výsledně jsou velikosti kruhů Měsíc – 1, Slunce – 2, Venuše – 3, Merkur – 4, Mars – 8, Jupiter – 9, Saturn – 27. Zná retrográdní pohyb některých těles a vysvětluje ho „spirálovitým“ pohybem složeným ze dvou kruhových pohybů v odlišných rovinách a s odlišným směrem a rychlostí. Poznamenává, že na rozdíl od Slunce a Měsíce si lidé pohybu planet příliš nevšímají – což souhlasí s astronomickým pozorováním především Slunce a Měsíce kvůli konstrukci kalendáře a teprve začínající systematickou astronomií. Zmiňuje i vzájemné polohy, tedy aspekty planet.

## Dílo
Platón sám nikde souvislý systém nepodal. Ani ze spisů, které se dochovaly, nelze takový systém vystopovat. Jako první pracuje s filosofickým pojmovým jazykem.
Co se Platón snaží překonat, je sofistika. Jako základní omyl se jeví Prótagorova věta, že člověk je mírou všech věcí a že nemůže existovat žádná všeobecná míra. Na to říká Platón, taková nauka nutně ničí základy vědy a mravnosti. Rétorika sofistů jako umění jen přemlouvat nemůže být metodou filosofie. Stejně, jako podle Hérakleita, každá věc potřebuje svůj protiklad, tak potřebuje filosof mít protivníka.
Co má Platón společného se sofisty
Kromě dialektické metody především dvě věci
1. Ani on nedůvěřuje běžnému vědění
2. Nedůvěřuje obvyklé představě o ctnosti

Co ale nemá Platón společného se sofisty
O to výrazněji se od sofistů odlišuje, pokud jde o důsledky, které je potřeba vyvodit z poznání nedostatečnosti dosavadního poznání a tehdejší nauky o ctnosti. Platón jde mnohem dále než sofisté, a jeho učitel Sókratés. Učitelovo „Vím, že nic nevím“, nahrazuje naukou o idejích. V nich je dána míra, jíž lze myšlenkově uchopit a vytušit.
U Platóna je temný, záhadný a obrazivý základ světa potlačen; jeho filosofie je „metafyzikou světla“.